# Video Business
Video Business è stato un periodico commerciale di proprietà della Reed Business Information.
Era indirizzato in particolar modo agli addetti ai lavori nel settore dell'elettronica di consumo: rivenditori, distributori, fornitori.
Pubblicato con frequenza settimanale a partire dal 1981, Video Business forniva ai propri lettori recensioni cinematografiche con la sezione denominata Shelf Talk, attraverso cui consigliava individuava il pubblico più propenso a guardare un determinato genere di film.
Ogni numero includeva anche classifiche che seguivano le tendenze del mercato; esse mostravano i titoli più venduti, più noleggiati e più scaricati da Internet.